# داس-۸۶
داس-۸۶ (که در داخل به عنوان کیو داس (QDOS) شناخته می شد،  مخفف سیستم عامل سریع و کثیف) سیستم عامل متوقف شده‌ای است که توسط محصولات کامپیوتری سیاتل (اس‌سی‌پی) برای کیت کامپیوتری مبتنی بر اینتل ۸۰۸۶ توسعه یافته و به بازار عرضه شده است.
داس-۸۶ تعدادی از دستورات خود را با سیستم عامل های دیگر مانند او‌اس\۸ و سی‌پی‌\ام به اشتراک گذاشت که باعث شد انتقال برنامه ها از سیستم عامل دوم آسان شود. رابط برنامه نویسی برنامه آن بسیار شبیه به سی‌پی\ام بود. این سیستم دارای مجوز و سپس توسط مایکروسافت خریداری شد و با عنوان ام‌اس-داس و پی‌سی داس توسعه بیشتری یافت.